# Calathus
This article is about the beetle genus. For other meanings, see the disambiguation page Campana.
Calathus là một chi bọ cánh cứng thuộc họ Carabidae đặc hữu của miền Cổ bắc (bao gồm châu Âu), Cận Đông và Bắc Phi.

## Hình ảnh

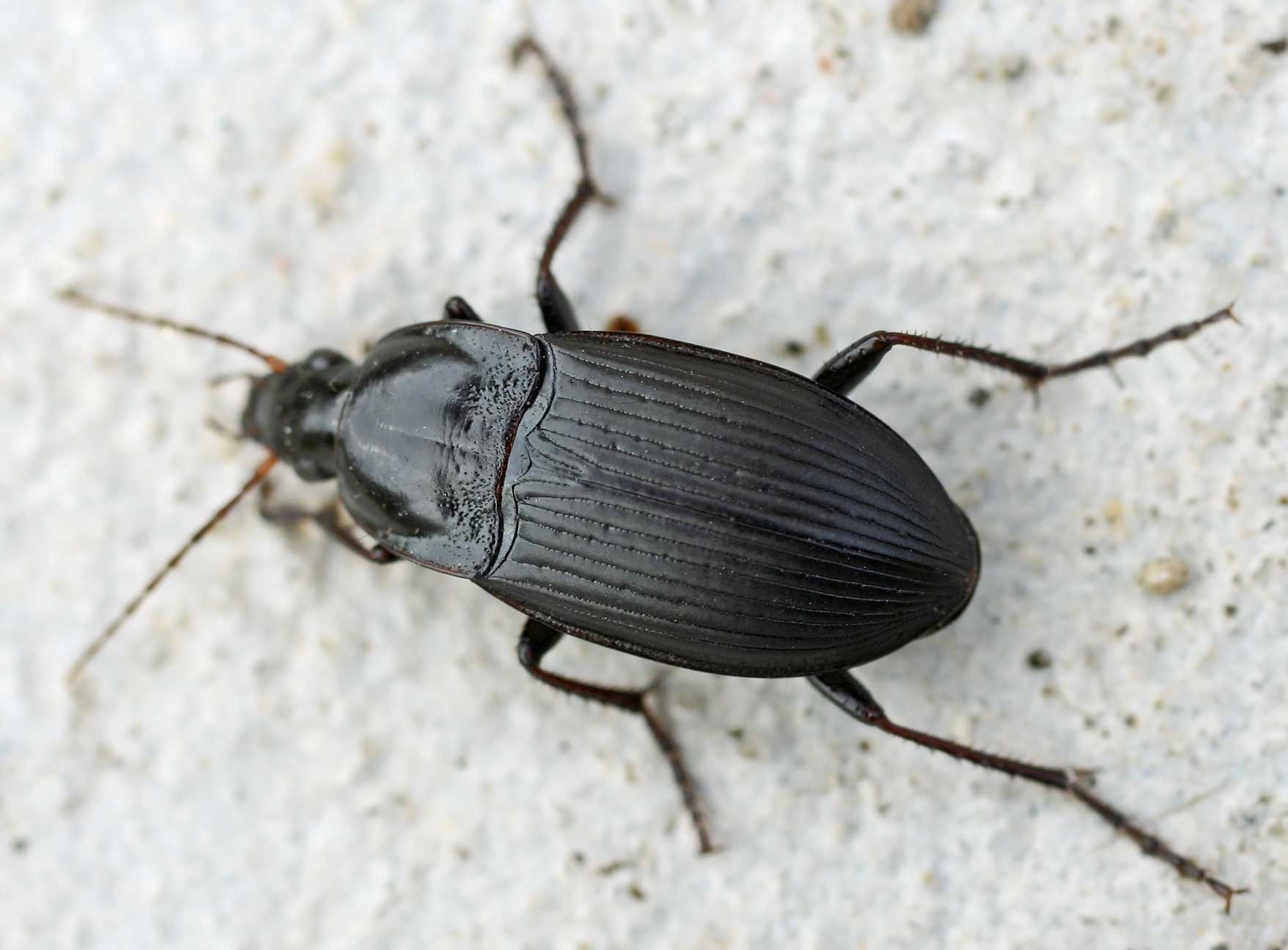
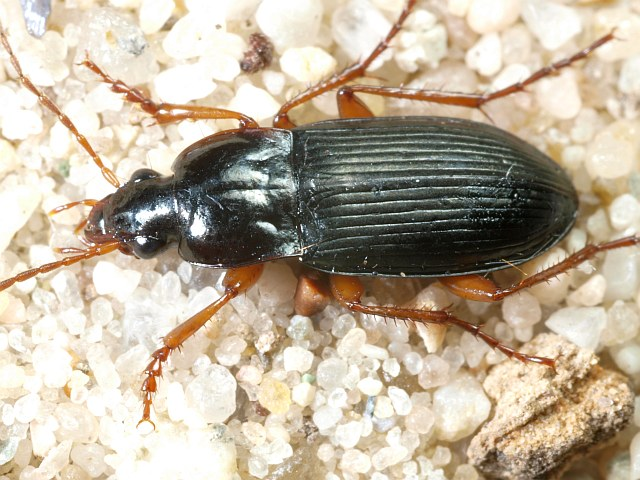